# Gmina zbiorowa Jesteburg
Gmina zbiorowa Jesteburg (niem. Samtgemeinde Jesteburg) – gmina zbiorowa położona nad rzeką Seeve w niemieckim kraju związkowym Dolna Saksonia, w powiecie Harburg. Siedziba władz gminy zbiorowej znajduje się w miejscowości Jesteburg. Leży ok. 30 km na południe od Hamburga i ok. 10 km na północ od Pustaci Lüneburskiej.

## Podział administracyjny
Gminy należące do gminy zbiorowej Jesteburg:
1. Bendestorf
2. Harmstorf
3. Jesteburg

## Współpraca
- Leitzkau, Saksonia-Anhalt